# 石湾镇 (榆林市)
石湾镇，是中华人民共和国陕西省榆林市横山区下辖的一个乡镇级行政单位。

## 行政区划
石湾镇下辖以下地区：
史家洼村、石湾村、白狼城村、阳岔村、姜清滩村、羊圈村、大水沟村、火石山村、旋水湾村、高川村、沙界村、方界村、石仁坪村、麻地沟村和清水沟村。